# Iuput I
Iuput I, gobernante de la dinastía XXIII del Antiguo Egipto desde c. 804 a 803 a. C.
Hijo de Padibastet, que en su 15.º año de reinado lo designó corregente. 
F. Gomaa y K. Kitchen estiman que Iuput I fue un gobernante tebano de importancia durante el reinado de Padibastet.
Las inscripciones del nilómetro de Karnak corroboran el segundo año de su reinado, en corregencia.

## Titulatura
| Titulatura | Jeroglífico | Transliteración (transcripción) - traducción - (referencias) |

| N5 | F12 | C10 | i | mn · n | stp · n |

| N5 | F12 | C10 | i | mn · n | stp · n |

| N5 | F12 | C10 | i | mn · n | stp · n |

| N5 | F12 | C10 | i | mn · n | stp · n |

| N5 | F12 | C10 | i | mn · n | stp · n |

| N5 | F12 | C10 | i | mn · n | stp · n |

| N5 | F12 | C10 | i | mn · n | stp · n |

| N5 | F12 | C10 | i | mn · n | stp · n |

| N5 | F12 | C10 | i | mn · n | stp · n |

| N5 | F12 | C10 | i | mn · n | stp · n |

| N5 | F12 | C10 | i | mn · n | stp · n |

| N5 | F12 | C10 | i | mn · n | stp · n |

| N5 | F12 | C10 | i | mn · n | stp · n |

| N5 | F12 | C10 | i | mn · n | stp · n |

| N5 | F12 | C10 | i | mn · n | stp · n |

| N5 | F12 | C10 | i | mn · n | stp · n |

| M17 | Y5 · N35 · U7 | E9 | Q3 · Z7 | ti | i |

| M17 | Y5 · N35 · U7 | E9 | Q3 · Z7 | ti | i |

| M17 | Y5 · N35 · U7 | E9 | Q3 · Z7 | ti | i |

| M17 | Y5 · N35 · U7 | E9 | Q3 · Z7 | ti | i |

| M17 | Y5 · N35 · U7 | E9 | Q3 · Z7 | ti | i |

| M17 | Y5 · N35 · U7 | E9 | Q3 · Z7 | ti | i |

| M17 | Y5 · N35 · U7 | E9 | Q3 · Z7 | ti | i |

| M17 | Y5 · N35 · U7 | E9 | Q3 · Z7 | ti | i |

| M17 | Y5 · N35 · U7 | E9 | Q3 · Z7 | ti | i |

| M17 | Y5 · N35 · U7 | E9 | Q3 · Z7 | ti | i |

| M17 | Y5 · N35 · U7 | E9 | Q3 · Z7 | ti | i |

| M17 | Y5 · N35 · U7 | E9 | Q3 · Z7 | ti | i |

| M17 | Y5 · N35 · U7 | E9 | Q3 · Z7 | ti | i |

| M17 | Y5 · N35 · U7 | E9 | Q3 · Z7 | ti | i |

| M17 | Y5 · N35 · U7 | E9 | Q3 · Z7 | ti | i |

| M17 | Y5 · N35 · U7 | E9 | Q3 · Z7 | ti | i |

| Predecesor: Padibastet | Faraón Dinastía XXIII | Sucesor: Padibastet - Sheshonq IV |

- Datos: Q596489